# Rafał Górka
Rafał Górka (ur. 25 sierpnia 1983 w Toruniu) – polski kickboxer i zawodnik muay thai wagi średniej, kulturysta, a także trener personalny. Zawodowy Mistrz Europy w formule K1. Reprezentant Polski na Mistrzostwach Świata Juniorów w Portugalii i na Teneryfie oraz dwukrotny wicemistrz świata w federacji IFBB. Posiadacz czarnego pasa w kickboxingu nadanego przez organizację WKA. Obecnie członek stowarzyszenia SuperFight Series.

## Kariera
Swoją przygodę z kulturystyką rozpoczął już w szkole średniej. Dzięki regularnym treningom i odpowiedniej diecie jego sylwetka zmieniła się dynamicznie. Efekty ciężkiej pracy zostały zauważone i już za kilka lat młody sportowiec zaczął osiągać pierwsze sukcesy. Do najważniejszych należą m.in.: dwukrotne uzyskanie tytułu Mistrza Polski Juniorów oraz dwukrotne otrzymanie tytułu Wicemistrza Świata Juniorów, reprezentowanie Polski jako senior w Moskwie, wyróżnienie srebrną odznaką PZKFiTS za wybitne osiągnięcia sportowe, jak i odznaką TKKF za zasługi w sporcie. Po pewnym czasie Rafał Górka postanowił wyjechać do Wielkiej Brytanii. Podczas 9-letniego pobytu zainteresował się sportami walki do tego stopnia, że pojawiły się kolejne zwycięstwa. Wśród zagranicznych triumfów są: walki na Stadionie Wembley w Londynie, walka na legendarnym Stadionie Lumpinee w Bangkoku, w Tajlandii, zdobycie pasa Zawodowego Mistrza Europy w formule K1 oraz pasa Mistrza Anglii Południowej federacji ISKA. Co więcej, sportowiec otrzymał wiele propozycji współpracy z największymi, japońskimi i chińskimi organizacjami kickboxingowymi: K-1 World GP, Enfusion, Superfight Series, EM Legends. Dodatkowo Rafał Górka pełnił funkcję trenera przez 3 lata w Oxfordzkiej Akademii Sztuk Walki. Obecnie na stałe mieszka w Polsce. Swoje wieloletnie doświadczenie treningowe jako kulturysta oraz zawodnik sztuk walki stara się przekazać przede wszystkim młodemu pokoleniu.

## Osiągnięcia[15]

### Kulturystyka
- 2002: podwójne złoto Mistrzostwa Polski w Kulturystyce Juniorów do 75 kg i Open
- 2002: II miejsce – Mistrzostwa Świata w Kulturystyce Juniorów do 75 kg. Portugalia
- 2003: I miejsce – Mistrzostwa Polski w Kulturystyce Juniorów do 75 kg
- 2003: II miejsce – Mistrzostwa Świata w Kulturystyce Juniorów do 75 kg. Teneryfa
- 2004: uczestnik Mistrzostw Świata Seniorów w Moskwie (eliminacje)
- 2005: odznaczenie medalem Polskiego Związku Kulturystyki i Fitness za wybitne osiągnięcia sportowe
- 2005: odznaczenie TKKF za wybitne osiągnięcia sportowe

### Kick-boxing |K-1|
| Wynik     | Przeciwnik              | Rozstrzygnięcie | Runda | Czas | Rozgrywki          | Data        | Miejsce    | Uwagi                     |
| --------- | ----------------------- | --------------- | ----- | ---- | ------------------ | ----------- | ---------- | ------------------------- |
| WYGRANA   | Michael East Anglia     | TKO             | 2     |      | OMAA INTERNAL      | 16.10.2010  | OXFORD     |                           |
| WYGRANA   | Matt Scott Anglia       | DECYZJA         | 5     | 2:00 | Sudden Impact 2    | 28.11.2010  | Stewartby  |                           |
| REMIS     | Vladimir Papalis Rosja  | DECYZJA         | 3     | 2:00 | Ultimate Truth     | 13.02.2011  | Luton      |                           |
| WYGRANA   | James Wall Anglia       | DECYZJA         | 3     | 2:00 | Excalibur 2        | 11.04.2011  | Bedford    |                           |
| WYGRANA   | Barry Mountfort Anglia  | DECYZJA         | 3     | 2:00 | K Star Thai Boxing | 25.06.2011  | Birmingham |                           |
| PRZEGRANA | Mark Palmer Anglia      | DECYZJA         | 5     | 3:00 | Omaa fight Night   | 22.10. 2011 | Oxford     | WKA Southern Area Tittle  |
| WYGRANA   | Calvin Thompson Anglia  | DECYZJA         | 3     | 3:00 | Cobra Strike       | 04.12.2012  | Luton      |                           |
| WYGRANA   | Alex Del Cisne Anglia   | DECYZJA         | 5     | 3:00 | Domination         | 29.04.2012  | Luton      | ISKA Southern Area Tittle |
| PRZEGRANA | Jarsey Pinto Portugalia | DECYZJA         | 5     | 3:00 | Conquer the World  | 15.12.2012  | Luton      | ISKA BRITISH TITLE        |

| WYGRANA   | Michael Thompson Stany Zjednoczone | KO      | 3 |      | Lumpini Boxing Stadium | 20.07.2013      | Bangkok         |                        |
| PRZEGRANA | Sevket Cerkez Chorwacja            | DECYZJA | 3 | 3:00 | Enfusion               | 1.12.2013       | O2 Arena Londyn |                        |
| PRZEGRANA | Luke Whelan Jamajka                | DECYZJA | 3 | 3:00 | Enfusion               | 26.06.2014      | LONDYN          |                        |
| WYGRANA   | Lukas Bienas Polska                | TKO     | 2 |      | Superfight Series      | 16.05.2015      | Wembley         |                        |
| PRZEGRANA | Marcel Adeyami Anglia              | DECYZJA | 4 | 3:00 | Superfight Series      | 16.05.2015      | Wembley         | 4 MAN TOURNAMENT FINAL |
| WYGRANA   | Ed Kelly Anglia                    | DECYZJA | 5 | 3:00 | Contenders Norwich14   | 27.02.2016      | NORWICH         | PRO K1 EUROPEAN TITLE  |
| WYGRANA   | Marcel Adeyami Anglia              | KO      | 1 |      | Superfight Series      | 18.09.2016      | ST ALBANS ARENA |                        |
| PRZEGRANA | Viny Church Anglia                 | TKO     | 2 | 3:00 | Superfight Series      | 18.09.2016      | ST ALBANS ARENA | 4MAN TOURNAMENT FINAL  |
| PRZEGRANA | Harris Biber                       | DECYZJA | 3 | 3:00 | K1 World GP            | 03.12.2016      | TUZLA           | Main Fight             |
| PRZEGRANA | Zhao Xiaoyu Chiny                  | TKO     | 2 |      | EM LEGENDS             | 30.08.2017      | CHENGDU         |                        |
| PRZEGRANA | Chalermpol Tajlandia               | KO      | 1 |      | MX Muay Extreme        | MX Muay Extreme | Bangkok         |                        |